# Irish Albums Chart
Irish Albums Chart er den irske musikindustris standard hitliste for albums. Den offentliggøres ugentligt af Irish Recorded Music Association på baggrund af data fra Chart-Track. Hitlisteplaceringerne er baseret på salgstal som kommer fra salg i butikkerne fra deres POS-system og visse digitale forhandlere. Alle store musikforretninger og mere end 40 uafhængige butikker giver data til hitlisten, hvilket svarer til over 80 % af markedet. En ny hitliste bliver sammensat og udgivet hver fredag omkring middagstid. Hver hitliste bliver dateret med ugens "slutdato" fra den forrige torsdag (dvs. dagen inden den offentliggøres).
Den bliver udgivet som en Top 100. ChartTracks samler dog kun Top 75 i deres arkiver.